# التمرد في آتشيه
التمرد في آتشيه هو تمرد شنته حركة آتشيه الحرة بين 1976 و2005، بهدف نيل استقلال مقاطعة آتشيه من إندونيسيا لإنشاء دولة مستقلة بها. تصف الدولة الإندونيسية هذا بأنه «اضطرابات أتشيه». نتيجة لهجوم عسكري كبير في 2003 وتسونامي المحيط الهندي 2004، أبرمت معاهدة سلام وانتهى التمرد.

## خلفية
هناك بعض الاختلافات الثقافية والدينية بين آتشيه ومعظم المناطق الأخرى في إندونيسيا. يتركز أغلب تيار المحافظين الإسلاميين في معظم إندونيسيا إلى حد كبير في آتشيه. لم تحظى السياسات العلمانية لنظام سوهارتو الجديد بصورة كبيرة (1965–1998) بدعم شعبي في آتشيه حيث استاء كثير من السكان من سياسة الحكومة المركزية في تعزيز توحيد 'الثقافة الإندونيسية'. من ناحية أخرى، تبين لبعض سكان آتشيه الواقعة في الطرف الشمالي من إندونيسيا، أن الزعماء في جاكرتا غير مهتمين بحل مشاكل آتشيه وجهودا متواضعة لحل مشكل فقر السكان المحليين واحتراما قليلا للعادات والتقاليد في آتشيه.

## الأحداث

### المرحلة الأولى
قادت الميول المركزية لحكومة سوهارتو، بالإضافة إلى أسباب أخرى، حسن دي تيرو إلى إنشاء حركة آتشيه الحرة في 4 ديسمبر 1976 وأعلن استقلال آتشيه. التهديدات الخطيرة المزعومة هي متعلقة بدين سكان آتشيه والسياسات الثقافية لحكومة «الاستعمار الجديد» وازدياد عدد المهاجرين الجاويين إلى آتشيه. التوزيع غير العادل المزعوم لإيرادات الموارد الطبيعية الهائلة في آتشيه هو نقطة خلاف أخرى. كانت العملية الأولى لحركة آتشيه الحرة في 1977 قد تم تنفيذها ضد شركة بترول موبيل إندونيسيا التي تعمل في حقل آرون للغاز.
في هذه المرحلة، كان عدد أعضاء حركة آتشيه الحرة محدودا جدا. على الرغم من تعاطف سكان آتشيه الكبير مع قضية حركة آتشيه الحرة، فإنه لم يترجم ذلك إلى مشاركة فعالة لهم. تحت قيادة دي تيرو، انضم 70 رجلا فقط إليه وكان معظمهم من منطقة بيدي وخاصة من القرية التي ينتمي إليها دي تيرو—بعضهم انضم بفضل أشخاص موالين إلى عائلة دي تيرو في حين آخرين بسبب خيبة الأمل من الحكومة المركزية. معظم قادة حركة آتشيه الحرة هم صغار السن ومتثفين وهم أعضاء في الطبقتين العليا والمتوسطة في مجتمع آتشيه. تأسس مجلس الوزراء الأول لحركة آتشيه الحرة بقيادة دي تيرو خلال فترة وجوده في آتشيه بين 1976 و1979، حيث تشكل بعد ثورة دار الإسلام من:
- تونغكو حسن دي تيرو: وزير الدفاع، والقائد الأعلى
- د. مشتار حسبي: نائب الرئيس؛ وزير الداخلية
- تينغكو محمد عثمان لامبواه أوي: وزير المالية
- تينغكو حجي إلياس لوبي: وزير العدل
- د. حسيني حسن: وزير التعليم والإعلام
- د. زيني عبد الله: وزير الصحة
- د. الزبير محمود: وزير الشؤون الاجتماعية
- د. أسنوي علي: وزير الأشغال العامة والصناعة
- أمير إيشاك: وزير الاتصالات
- أمير رشيد محمود: وزير التجارة
- مالك محمود: وزير الدولة

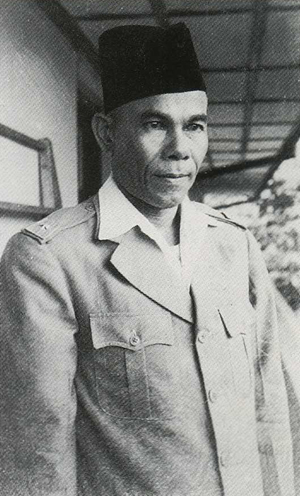
توكو داود بورويه

شارك أعضاء الطبقة المتوسطة في الشعب في ثورة دار السلام في 1953–59. عدد كثير منهم هم أقدم أشخاص ظلوا موالين للحاكم العسكري السابق لآتشيه وزعيم ثورة دار الإسلام في آتشيه داود بورويه. الشخص أكثر شهرة في هذه المجموعة هو تينغكي إلياس لوبي، المعروف أنه رجل دين وهو زعيم لثورة دار الإسلام. يمكن أن يكون بعض رجال دار الإسلام مرتبطين بدي تيرو من خلال العائلة أو العلاقات المحلية لكن ولاءهم الأول هو لبورويه. هؤلاء الرجال يمكن أن يصبحوا قادة شريطة أن تكون لهم المهارة في الشؤون العسكرية، المعرفة الكبيرة والمهارات اللوجستيكية التي يفتقر إليها الزعماء المثقفين الشباب.
في نهاية 1979، سحقت الإجراءات القمعية الإندونيسية كل حركة آتشيه الحرة—نفي قادتها أو سجنوا أو تم قتلهم؛ وتناثر أتباعها ودفنوا تحت الأرض. فر القادة مثل دي تيرو، زيني عبد الله (وزير الصحة لحركة آتشيه الحرة)، مالك محمود (وزير الدولة لحركة آتشيه الحرة)، والدكتور حسيني حسن (وزير التعليم لحركة آتشيه الحرة) إلى الخارج وتوقف مجلس الوزراء لحركة آتشيه الحرة الذي تم إنشاءه عن العمل.

### المرحلة الثانية
في 1985، ضمن دي تيرو الدعم الليبي لحركة آتشيه الحرة—بسبب سياسة معمر القذافي الداعمة للتمردات القومية ضد الإمبريالية، العنصرية، الصهيونية والفاشية. لم تقم ليبيا بتمويل حركة آتشيه الحرة لكنها قدمت مأوى لمقاتليها الذين تمكنوا من الحصول على تدريب عسكري جد مهم.